# Ali Koko
Pour les articles homonymes, voir Koko.
Pas d'image ? Cliquez ici

a Compétitions nationales et continentales officielles uniquement.

b Matchs officiels uniquement.
Dernière mise à jour le 28 octobre 2021.
Aliinu'u Lolani Koko, plus simplement connu comme Ali Koko, né le 9 février 1974 à Pago Pago dans les Samoa américaines, est un joueur de rugby à XV samoan évoluant au poste de trois-quarts aile. Il a joué pour l'équipe des Samoa en 1999.

## Carrière

### En club
- Wellington  Nouvelle-Zélande
- Arix Viadana  Italie
- 2001-2003 : CA Bègles-Bordeaux  France
- 2003 : Tarbes Pyrénées  France
- 2003-2007 : Montpellier RC  France
- 2007-2008 : Cornish Pirates  Angleterre
- 2008-2010 : US Tyrosse  France

### En équipe nationale
Ali Koko a connu une sélection internationale en équipe des Samoa, le 22 mai 1999 contre l'équipe du Japon.

## Palmarès
- 1 sélection
- 2 essais, 10 points
- Sélections par année : 1 en 1999